# Apostolska nunciatura na Svetem Tomažu in Princu
Apostolska nunciatura na Svetem Tomažu in Princu je diplomatsko prestavništvo (veleposlaništvo) Svetega sedeža na Svetem Tomažu in Princu.

## Apostolski nunciji
- Fortunato Baldelli (4. maj 1985 – 20. april 1991)
- Félix del Blanco Prieto (31. maj 1991 – 4. maj 1996)
- Aldo Cavalli (2. julij 1996 - 28. junij 2001)
- Giovanni Angelo Becciu (15. november 2001 – 2009)
- Novatus Rugambwa (6. februar 2010 – 5. marec 2015)
- Petar Rajič (15. junij 2015 – 15. junij 2019)
- Giovanni Gaspari (21. september 2020 – 2. marec 2024)
- Kryspin Witold Dubiel (15. julij 2024 –)